# Cystobasidium
Cystobasidium (Lagerh.) Neuhoff – rodzaj grzybów z rodziny Cystobasidiaceae.

## Systematyka i nazewnictwo
Pozycja w klasyfikacji: Cystobasidiaceae, Cystobasidiales, Incertae sedis, Cystobasidiomycetes, Pucciniomycotina, Basidiomycota, Fungi (według Index Fungorum).
Synonim naukowy: Jola subgen. Cystobasidium Lagerh.

## Gatunki
- Cystobasidium benthicum (Nagah., Hamam., Nakase & Horikoshi) A. Yurkov, A. Kachalkin, H.M. Daniel, M. Groenewald, D. Libkind, V. de Garcia, P. Zalar, D. Gouliamova, T. Boekhout & D. Begerow 2014
- Cystobasidium fimetarium (Schumach.) P. Roberts 1999 – tzw. płaskolepek odchodowy
- Cystobasidium hypogymniicola Diederich & Ahti 1996
- Cystobasidium laryngis (Reiersöl) A. Yurkov, A. Kachalkin, H.M. Daniel, M. Groenewald, D. Libkind, V. de Garcia, P. Zalar, D. Gouliamova, T. Boekhout & D. Begerow 2014
- Cystobasidium lysinophilum (Nagah., Hamam., Nakase & Horikoshi) A. Yurkov, A. Kachalkin, H.M. Daniel, M. Groenewald, D. Libkind, V. de Garcia, P. Zalar, D. Gouliamova, T. Boekhout & D. Begerow 2014
- Cystobasidium minuta (Saito) A.M. Yurkov, Kachalkin, H.M. Daniel, M. Groenewald, Libkind, V. de Garcia, Zalar, Gouliamova, Boekhout & Begerow 2014
- Cystobasidium oligophagum (Satoh & Makimura) A. Yurkov, A. Kachalkin, H.M. Daniel, M. Groenewald, D. Libkind, V. de Garcia, P. Zalar, D. Gouliamova, T. Boekhout & D. Begerow 2014
- Cystobasidium pallidum (Lodder) A. Yurkov, A. Kachalkin, H.M. Daniel, M. Groenewald, D. Libkind, V. de Garcia, P. Zalar, D. Gouliamova, T. Boekhout & D. Begerow 2014
- Cystobasidium pinicola (F.Y. Bai, L.D. Guo & J.H. Zhao) A. Yurkov, A. Kachalkin, H.M. Daniel, M. Groenewald, D. Libkind, V. de Garcia, P. Zalar, D. Gouliamova, T. Boekhout & D. Begerow 2014
- Cystobasidium psychroaquaticum A.M. Yurkov, Kachalkin, H.M. Daniel, M. Groenew., D. Libkind, V. de Garcia, P. Zalar, D. Gouliamova, Boekhout & Begerow 2015
- Cystobasidium proliferans L.S. Olive 1952
- Cystobasidium ritchiei A.M. Yurkov, Kachalkin, H.M. Daniel, M. Groenew., Boekhout & Begerow 2015
- Cystobasidium sebaceum G.W. Martin 1939
- Cystobasidium slooffiae (E.K. Novák & Vörös-Felkai) Yurkov, Kachalkin, H.M. Daniel, M. Groenew., Libkind, V. de Garcia, Zalar, Gouliamova, Boekhout & Begerow 2014
- Cystobasidium usneicola Diederich & Alstrup 1996

Wykaz gatunków i nazwy naukowe na podstawie Index Fungorum. Nazwy polskie według Władysława Wojewody.